# 1601 (Mark Twain)
[Date: 1601.] Conversation, as it was by the Social Fireside, in the Time of the Tudors. ou simplesmente 1601 é o título de um breve epigrama picante de Mark Twain, publicado anonimamente pela primeira vez em 1880 e finalmente reconhecido pelo autor em 1906.
Escrito como um extrato do diário de um "velho", copeiro da rainha Isabel I, o panfleto finge registrar uma conversa entre Isabel e vários escritores famosos da época. Os temas discutidos são escatológicos, principalmente flatulência, humor baseado em flatulência e sexo.
Segundo Edward Wagenknecht, 1601 foi "a peça mais famosa de pornografia na literatura americana." No entanto, trata-se mais de obscenidade cômica do que de pornografia; o conteúdo possui caráter irreverente e vulgar, mais voltado ao choque humorístico do que à excitação sexual.
Antes das decisões judiciais nos Estados Unidos entre 1959 e 1966 que legalizaram a publicação de O Amante de Lady Chatterley, Trópico de Câncer e Fanny Hill, a peça era considerada imprópria para impressão. Era circulada clandestinamente em edições limitadas, impressas privadamente.

## Conteúdo
O diarista descreve uma conversa na presença da rainha entre várias figuras elisabetanas famosas, durante a qual um dos presentes solta um gás:
"No calor da conversa, aconteceu que alguém soltou um pum, produzindo um fedor extremamente potente e angustiante, ao que todos riram em demasia."
A rainha pergunta sobre a origem e recebe várias respostas. "Lady Alice" e "Lady Margery" negam ter sido as autoras, sendo que a primeira diz:
"Boa alteza, se eu tivesse espaço para tamanha tempestade trovejante dentro de minhas antigas entranhas, não é razoável que eu pudesse descarregá-la e viver para agradecer a Deus por ter escolhido uma serva tão humilde para demonstrar Seu poder. Não, não fui eu quem trouxe à luz essa neblina opressora, esse nevoeiro perfumado, por isso vos rogo que procureis além."
Ben Jonson, Francis Bacon e William Shakespeare (referido como 'Shaxpur') também negam a autoria do gás, embora tenham opiniões diferentes sobre os méritos da flatulência. Bacon a considera uma "grande realização" além de suas capacidades, e Shakespeare se mostra atônito com sua "putrefação que obstrui o firmamento". Walter Raleigh admite ter sido o autor, mas confessa que não foi seu melhor desempenho, demonstrando suas habilidades com outro ainda mais barulhento.
A conversa então se volta aos costumes. Shakespeare conta a história de um príncipe com apetite sexual enorme, que tomava dez "hímenes" por noite, seguidos de copiosa masturbação. Raleigh descreve uma tribo americana cujos membros fazem sexo apenas uma vez a cada sete anos. A rainha fala com uma jovem dama de companhia que comenta sobre o crescimento de seus pelos pubianos, que recebem um elogio de Francis Beaumont. A rainha afirma que François Rabelais certa vez lhe contou sobre um homem com "duplo par" de testículos, o que leva a uma discussão sobre a ortografia correta da palavra.
Shakespeare então lê trechos de suas obras Henrique IV, Parte 1 e Vênus e Adônis, que a diarista considera tediosos. Ela então comenta sobre as desventuras sexuais dos presentes, observando que "quando os paus estavam rijos e as conas não relutavam em tirar-lhes a rigidez, quem nesta companhia era isento de pecado". Alice e Margery eram "prostitutas desde o berço", mas agora são velhas e pregam religião. Os personagens discutem então a obra de Miguel de Cervantes e um jovem pintor promissor chamado Rubens.
O "diário" termina com uma história contada por Raleigh sobre uma mulher que evitou ser estuprada por um "velho arcebispo" pedindo-lhe que urinasse diante dela, o que o tornou impotente.

## Histórico de publicação
O epigrama foi originalmente escrito em 1876 para "um grupo altamente respeitável de escritores, todos homens", como um exercício no estilo de Rabelais. Foi publicado pela primeira vez na edição "incrivelmente rara" de Cleveland, em 1880, da qual acredita-se existirem apenas quatro cópias. A edição original era anônima. Durante uma visita a West Point em 1881, Twain descobriu que um homem que conheceu, Charles Erskine Scott Wood, tinha acesso a uma prensa particular. Twain pediu a Wood que imprimisse uma nova edição com cinquenta cópias (agora conhecida como "edição de West Point"), lançada em 1882. Twain reconheceu a autoria em 1906.
A sátira permaneceu imprópria para publicação por editoras tradicionais até a década de 1960. Continuou a ser publicada por pequenas editoras particulares. Sua classificação como "pornografia" foi satirizada por Franklin J. Meine na introdução da edição de 1939. Outra edição pouco conhecida foi impressa com tipos manuais por John Hecht em Chicago em 1951.

Em 1978, foi publicada a "Edição Lázaro" com 200 cópias. Ela consistia em páginas recém-descobertas de uma impressão privada da década de 1920, com um novo retrato em xilogravura de Mark Twain, feito por Barry Moser.